# João Pessoa
João Pessoa je brazilské velkoměsto, hlavní město spolkového státu Paraíba. Do roku 1930 se jmenovalo Paraíba, poté bylo pojmenováno po zavražděném brazilském politikovi João Pessoaovi Cavalcântiovi de Albuquerque. Město má asi 770 000 obyvatel. Leží u pobřeží Atlantiku a je to nejvýchodnější město amerického kontinentu, takže se mu přezdívá „město, kde vychází slunce“. Sídlí zde římskokatolická arcidiecéze Paraíba.